# Jon Gooch
Pour les articles homonymes, voir Gooch.
Jonathan Gooch, né le 22 août 1984 à Hertfordshire (Angleterre),, est un artiste britannique de musique électronique. Il est spécialisé, sous le pseudonyme de Spor, dans le drum and bass, et sous celui de Feed Me dans le dubstep et l'electro house.

## Albums, EP's, Singles

### Sous le pseudonyme Feed Me

#### The Spell / Raw Chicken
1. The Spell
2. Raw Chicken

#### Mordez Moi / B.R.U.L.
1. B.R.U.L. (from: Noisia)
2. Mordez Moi

#### Feed Me's Big Adventure
1. White Spirit
2. Silicone Lube
3. Grand Theft Ecstasy
4. Muscle Rollers (feat. Kill the Noise)
5. Cloudburn (feat. Tasha Baxter)
6. Blood Red
7. Green Bottle
8. Talk to Me
9. Jodie (Bonus Track)
10. The Spell (Bonus Track)
11. Raw Chicken (Bonus Track)

#### To The Stars
1. To the Stars
2. Strange Behavior (feat. Tasha Baxter)
3. Pink Lady
4. Chain Smoker

#### Feed Me's Escape From Electric Mountain
1. Trapdoor (feat. Hadouken)
2. Relocation
3. One Click Headshot
4. Embers (feat. Lindsay)
5. Trichitillomania
6. Whiskers

#### Death By Robot
1. Death By Robot
2. Gravel
3. Dialup Days

#### Little Cat Steps
1. Little Cat Steps

#### Love Is All I Got
1. Love Is All I Got
2. Love Is All I Got (Feed Me's Matilda Remix)
3. Love Is All I Got (Friction Remix)
4. Love Is All I Got (Larse Remix)
5. Love Is All I Got (Alex Light Remix)

#### Calamari Tuesday
1. Orion
2. Death By Robot
3. Lonely Mountain
4. Ebb & Flow
5. Rat Trap
6. Dazed
7. Ophelia
8. Chinchilla
9. In the Bin
10. Fiasco
11. Love Is All I Got
12. Short Skirt
13. No Grip
14. Onstuh
15. Last Requests
16. Keygen (Bonus Track)

#### Feed Me's Psychedelic Journey
1. Patience
2. Time for Myself
3. Alarm Clock
4. Without Gravity

#### Far Away
1. Far Away (feat. Kill The Noise)

#### A Giant Warrior Descends on Tokyo
1. Different World
2. Wuzzle
3. Spilt Milk
4. High Noon

#### Feed Me's Family Reunion
1. High Speed Weekend Survivor
2. Stay Focused
3. Red Clouds (Serious Ting)
4. What It Feels Like (feat. Nina Nesbitt)
5. Schizoid
6. Trouble (feat. Kaneholler)
7. American Cemetery
8. Life Raft

#### Feed Me's Existential Crisis
1. Existential Crisis
2. Starcrash
3. Beans Baxter
4. Shell Pet
5. Crazy Maybe (feat. Kill the Noise and Anjulie (en))

#### High Street Creeps
1. Perfect Blue
2. Shimmer
3. Sleepless
4. Feel Love
5. Barrel Roll
6. Till the Wheels Come Off
7. Satanic Panic
8. Pumpkin Eyes
9. Own Ghost
10. Defiant

Feed Me (2021)

### Sous le pseudonyme Spor

#### Caligo
1. Your Murmuring Chasms
2. Arms House
3. Always Right Never Left
4. Empire
5. Like Clockwork
6. Blueroom
7. Strange Heart
8. As I Need You
9. Full Color
10. If You Cry
11. Our Space
12. Coconut
13. The Whole Where Your House Was